# Дружба народов Северного Кавказа
Дружба народов Северного Кавказа  — ежегодная шоссейная многодневная велогонка, проходящая в сентябре-октябре в России на территории Северного Кавказа 1993 года.

## История
Впервые гонка прошла в 1993 году по инициативе первого президента Адыгеи Аслана Джаримова в первую годовщину образования Республики Адыгея, а c 1994 года стала проводиться в рамках открытого чемпионата России по велоспорту на шоссе в дисциплине многодневная гонка.
Маршрут гонки изначально состоял из 12 этапов включая два дня отдыха. Общая протяжённость дистанции доходила до 1500 км. Наивысшая точка — 2020 м, у знаменитой Зеленчукской обсерватории в Карачаево-Черкесии. Он меняется каждый год, проходя по Кабардино-Балкарии, Карачаево-Черкесии, Краснодарскому и Ставропольскому краям традиционно финиширует в Адыгеи.
В 2015 году он сократился до 5 этапов. На следующий год состояла из 6 этапов. В 2017 году прошла юбилейная 25-я гонка, на этот раз состоящая из 9 этапов.
С 2008 года в гонке начали принимать участие велогонщики из других стран.
«По раскладу этапов, дальности дистанции, структуре приема участников гонка вполне соответствует международным требованиям», — сказал директор гонки и вице-президент Федерации велоспорта РФ Анатолий Лелюк.

## Призёры
| Год  | Победитель        | Второй              | Третий              |
| ---- | ----------------- | ------------------- | ------------------- |
| 1993 | неизвестен        | неизвестен          | неизвестен          |
| 1994 | Федор Пушкин      | Сергей Ковалев      | Артан Мкртчан       |
| 1995 | неизвестен        | неизвестен          | неизвестен          |
| 1996 | Георгий Белодедов | Андрей Сартасов     | Федор Пушкин        |
| 1997 | неизвестен        | неизвестен          | неизвестен          |
| 1998 | Юрий Липчанский   | Георгий Белодедов   | Андрей Червяков     |
| 1999 | неизвестен        | неизвестен          | неизвестен          |
| 2000 | Фаат Закиров      | Денис Тищенко       | Андрей Сартасов     |
| 2001 | неизвестен        | неизвестен          | неизвестен          |
| 2002 | Эдуард Ворганов   | Евгений Жадкевич    | Михаил Михеев       |
| 2003 | Евгений Соколов   | неизвестен          | неизвестен          |
| 2004 | Евгений Соколов   | Роман Парамонов     | Алексей Гаранин     |
| 2005 | неизвестен        | неизвестен          | неизвестен          |
| 2006 | Иван Селедков     | Вячеслав Вилков     | Алексей Шмидт       |
| 2007 | Алексей Шебелин   | неизвестен          | неизвестен          |
| 2008 | неизвестен        | неизвестен          | неизвестен          |
| 2009 | Сергей Фирсанов   | Александр Бударагин | Антон Самохвалов    |
| 2010 | Сергей Фирсанов   | Дмитрий Косяков     | Евгений Бачин       |
| 2011 | Сергей Фирсанов   | Максим Разумов      | Ильнур Закарин      |
| 2012 | Александр Ротяков | Сергей Николаев     | Дмитрий Самохвалов  |
| 2013 | Сергей Белых      | Антон Самохвалов    | Дмитрий Мокров      |
| 2014 | Игорь Фролов      | Илья Городничев     | Кирилл Синицын      |
| 2015 | Антон Самохвалов  | Сергей Белых        | Дмитрий Самохвалов  |
| 2016 | Николай Черкасов  | Пётр Рикунов        | Степан Курьянов     |
| 2017 | Игорь Фролов      | Сергей Белых        | Роман Кустадинчев   |
| 2018 | Антон Воробьёв    | Дмитрий Марков      | Сергей Белых        |
| 2019 | Никита Мартынов   | Михаил Чирухин      | Тимофей Шерстнёв    |
| 2020 | не проводилась    | не проводилась      | не проводилась      |
| 2021 | не проводилась    | не проводилась      | не проводилась      |
| 2022 | Артём Ныч         | Андрей Степанов     | Роман Майкин        |
| 2023 | Никита Шульченко  | Тимофей Иванов      | Анасс Аит Эль Абдиа |
| 2024 | Савва Новиков     | Вячеслав Иванов     | Михаил Фокин        |
| 2025 |                   |                     |                     |